# Quiina indigofera
Quiina indigofera là một loài thực vật có hoa trong họ Ochnaceae. Loài này được Sandwith miêu tả khoa học đầu tiên năm 1931.